# Sabah Foundation

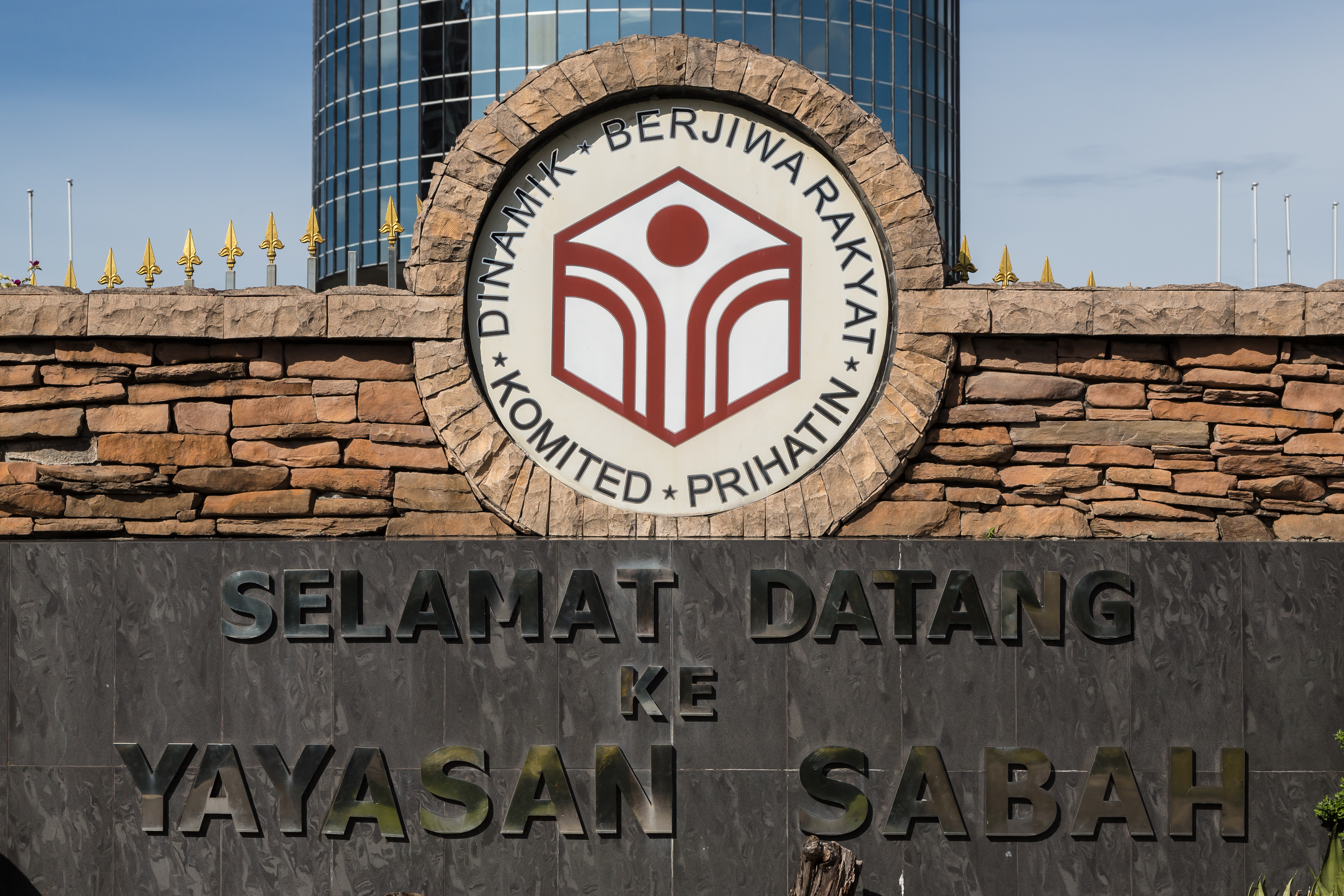
Logo der Sabah Foundation an der Zufahrt zum Tun Mustapha Tower

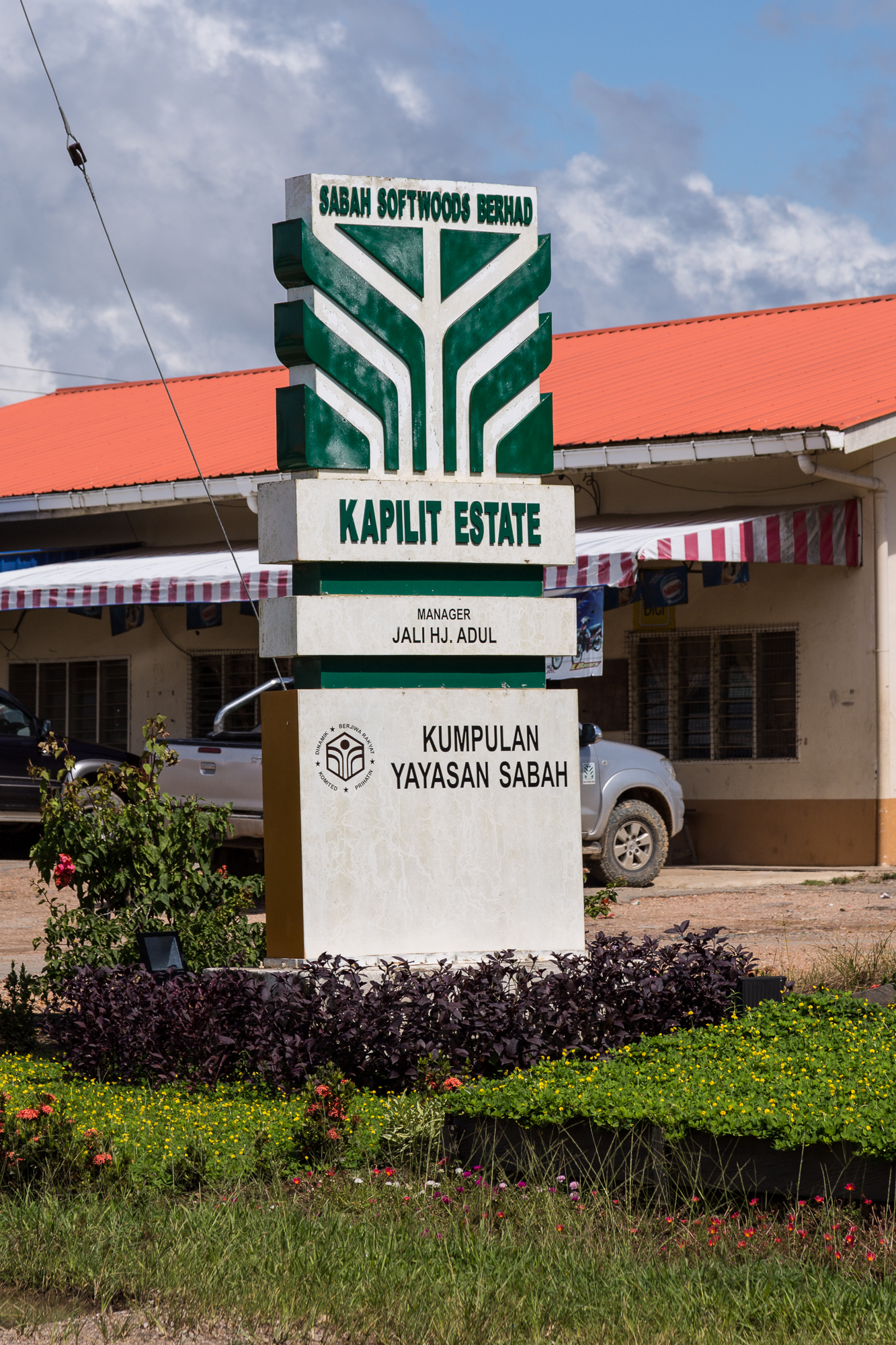
Kapilit Estate, ein zur Sabah Foundation gehörender forstwirtschaftlicher Betrieb

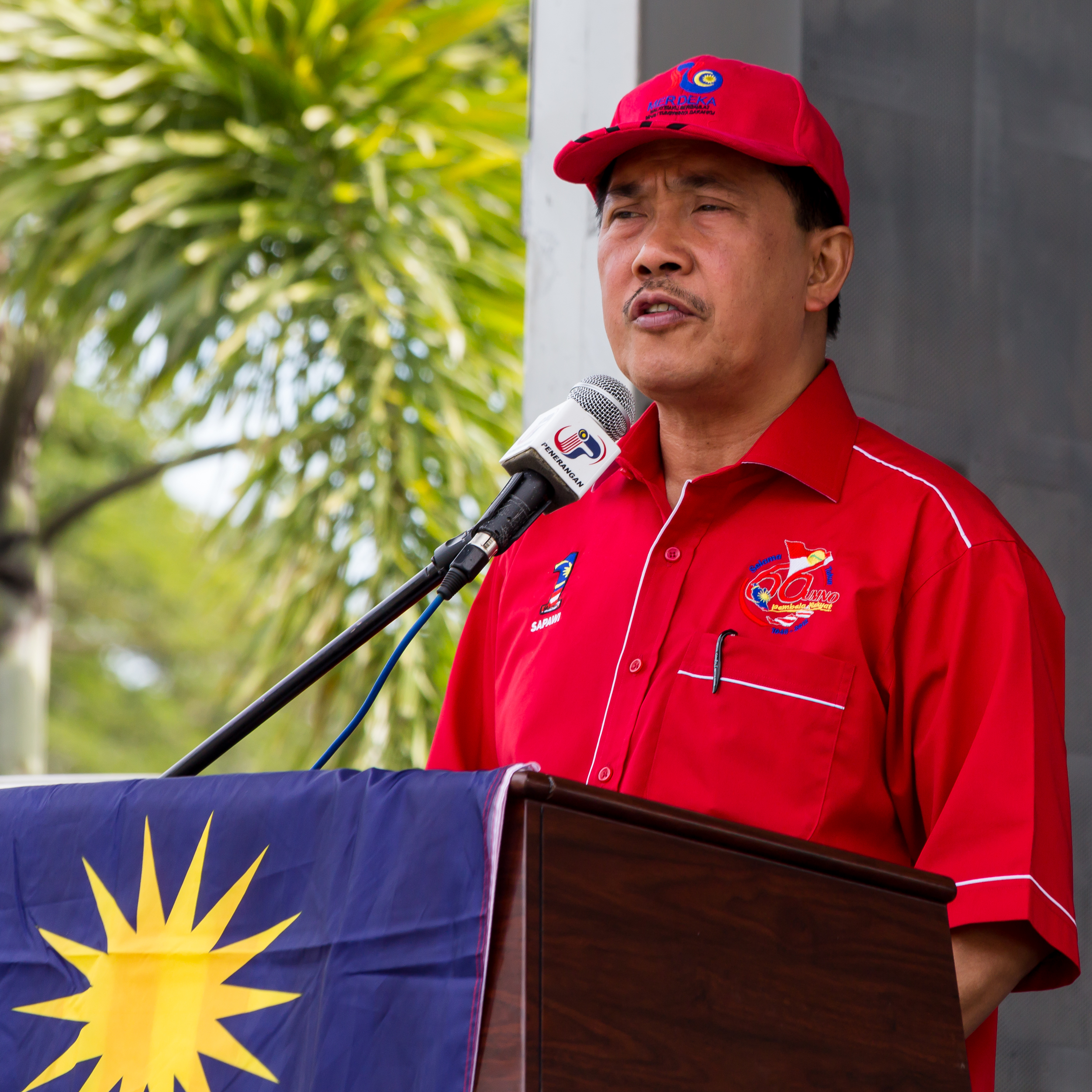
Sapawi Ahmad, Direktor der Sabah Foundation seit 2013

Die Sabah Foundation („Sabah-Stiftung“) oder  Kumpulan Yayasan Sabah ist eine Non-Profit-Organisation, die 1967 vom malaysischen Bundesstaat Sabah gegründet wurde, um das Sozial- und Bildungswesen Sabahs zu fördern. Als Hauptfinanzierungsquelle der Stiftung dienen Einnahmen aus der Vermarktung tropischer Hölzer. Die Sabah Foundation firmiert heute als Yayasan Sabah Group (YSG).

## Geschichte
Die Gründung erfolgte 1967 mit einem vom Bundesstaat Sabah finanzierten Stiftungskapital von einer Million Ringgit, etwa 250.000 EUR. Grundlage war der Parlamentsbeschluss Sabah Foundation Enactment, 1966 vom 10. Mai 1966. Zur nachhaltigen Finanzierung ihrer Aktivitäten bekam die Stiftung 1970 die Verwaltungs- und Vermarktungsrechte an 8547 Quadratkilometern tropischen Waldes. Die Lizenz der Sabah Foundation zum Holzeinschlag hat eine Laufzeit von 100 Jahren.
Zum Vorsitzenden wurde Tun Mustapha, der Ministerpräsident von Sabah eingesetzt, während Syed Kechik zum Geschäftsführer ernannt wurde.
Der Nachfolger Mustaphas, Harris Salleh, stellte die Stiftung direkt unter die Aufsicht der Regierung. Während seiner Amtszeit gelangte die Stiftung zu ihrer heutigen Größe.
Die Gewinne wurden teilweise als Dividende an die indigene Bevölkerung Sabahs ab dem 21. Lebensjahr verteilt. Diese Ausschüttung war zunächst als Amanah Saham Tun Hj. Datu Mustapha bekannt und wurde später in Amanah Rakyat Sabah umbenannt. Kritiker sahen darin eine politische Einflussnahme auf das Wahlverhalten der jungen Bevölkerungsschichten. Insbesondere die kurz vor den Parlamentswahlen 1978 getätigte Ankündigung der BERJAYA-Regierung, die Ausschüttung von 60 Ringgit auf 80 Ringgit zu erhöhen, sorgte für Kontroversen. Die umstrittene Dividendenauszahlung erfolgte zuletzt vor den Wahlen zum Landesparlament 1981 mit 150 Ringgit an etwa eine Viertelmillion Bezugsberechtigter Einwohner.
Dem Vorwurf, aktiv in den Raubbau tropischer Hölzer verwickelt zu sein, begegnete die Stiftung durch Herauslösung der ökologisch besonders wertvollen Gebiete aus ihrem Stiftungsvermögen. Diese nunmehr als Waldschutzgebiete ausgewiesenen Flächen liegen im Danum Valley (43.800 Hektar), im Maliau-Becken (58.840 Hektar), im Imbak Canyon (30.000 Hektar) und in Tumunong Hallu (171 Hektar).
Die Stiftung firmiert heute als Yayasan Sabah Group (YSG) mit Verwaltungszentren im Tun Mustapha Tower (frühere Bezeichnung: Sabah Foundation Building) und im WISMA-INNOPRISE-Hochhaus in Kota Kinabalu.
Seit 1. Juli 2013 ist der aus dem Wahlkreis Sipitang stammende Abgeordnete Ahmad Sapawi Direktor der Stiftung. Er folgt damit Syed Kechik, Syed Mohamad Al-Bukhary, Ben Stephens, Jeffrey Kitingan und Musa Aman als sechster Direktor nach.